# PVCS
PVCS 버전 매니저(PVCS: Polytron Version Control System) 소스 코드 버전 관리를 위해 만들어진 프로그램이다.
1985년 Don Kinzer에 이해 만들어져서 Polytron사에서 발표하였다. Sage Software, Intersolv, Merant Software 등으로 인수 합병을 되어오다가 2004년 Serena Software에 의해 합병되었다. Serena Software는 다시 2006년에 Silver Lake Partners에 인수 되었다.